# Lasianthus gainii
Lasianthus gainii är en måreväxtart som beskrevs av Mohan Gangopadhyay och Tapas Chakrabarty. Lasianthus gainii ingår i släktet Lasianthus och familjen måreväxter.
Artens utbredningsområde är Taiwan. Inga underarter finns listade i Catalogue of Life.